# Santa Cruz Muluá
Santa Cruz Muluá è un comune del Guatemala facente parte del dipartimento di Retalhuleu.